# Rapid City Rush
A Rapid City Rush egy amerikai jégkorongcsapat a Dél-Dakota-i Rapid Cityben. A csapat 2008-as alapításakor a Cental Hockey League-ben játszott egészen a liga 2014-es megszűnéséig. A 2014-15-ös szezon óta az ECHL-ben játszik, azon belül a nyugati főcsoportnak a hegyvidéki divíziójában. A klub a 7 500 férőhelyes The Monumentben játszik, amiben a National Basketball Associationben játszó Orlando Magic is. A csapat partnerszerződésben áll a National Hockey League-ben szereplő Calgary Flames-zel, illetve az American Hockey League-ben szereplő Calgary Wranglers-zel.

## Története
A csapatot 2008-ban alapították a Central Hockey League csapataként. 

## Helyezések
- Ray Miron President's Cup: 2009-10